# Art.pl
Art.pl – pierwsza płyta folkowego Swoją Drogą, wydana w 2003 r. przez Polskie Radio. W 2004 roku uzyskała tytuł Folkowego Fonogramu Roku 2003 oraz nominację do Nagrody Muzycznej Fryderyk w kategorii Album Roku Etno/Folk.

## Lista utworów
1. U jeziorecka (trad. / Karol Szymanowski / Maciej Kierzkowski)
2. Siwe konie (trad. / Jakub Borysiak / Weronika Grozdew / Maciej Kierzkowski / Robert Lipka / Paweł Mazurczak / Magdalena Sobczak)
3. Już za stoły zasiadajo (trad. / Jakub Borysiak / Dorota Gralewska / Weronika Grozdew / Maciej Kierzkowski / Robert Lipka / Magdalena Sobczak)
4. Walczyk (trad. / Jakub Borysiak / Maciej Kierzkowski / Robert Lipka)
5. Kurpsie horo (trad. / Jakub Borysiak / Weronika Grozdew / Maciej Kierzkowski / Robert Lipka / Magdalena Sobczak)
6. Kołysanka z Biłgorajskiego (trad. / Jakub Borysiak / Dorota Gralewska / Weronika Grozdew / Maciej Kierzkowski / Robert Lipka / Magdalena Sobczak)
7. Sierocy (trad. / Jakub Borysiak / Dorota Gralewska / Weronika Grozdew / Maciej Kierzkowski / Robert Lipka / Magdalena Sobczak)
8. Bijo mnie mamusia (trad. / Jakub Borysiak / Dorota Gralewska / Maciej Kierzkowski / Robert Lipka / Magdalena Sobczak)
9. Kalina malina co tak pocerzniała (trad. / Jakub Borysiak / Dorota Gralewska / Weronika Grozdew / Maciej Kierzkowski / Robert Lipka / Magdalena Sobczak)
10. Cyrwunem (trad. / Weronika Grozdew / Paweł Mazurczak / Magdalena Sobczak)
11. Zielona łąka olsyna (trad. / Jakub Borysiak / Dorota Gralewska / Weronika Grozdew / Maciej Kierzkowski / Robert Lipka / Magdalena Sobczak)

## Twórcy
- Weronika Grozdew – śpiew, fortepian
- Magdalena Sobczak – śpiew, cymbały huculskie, bęben huculski, grzechoczące jajka, konga, djembe
- Dorota Gralewska – wiolonczela
- Maciej Kierzkowski – gitara akustyczna, gitara elektryczna, gitara klasyczna, kantele
- Robert Lipka – akordeon
- Jakub Borysiak – klarnet, bęben huculski, flet alikwotowy, kawal

Gościnnie udział wzięli:
- Wojciech Mazurkiewicz – tabla

## Dodatkowe informacje
Nagrań dokonano w studiu S4 Polskiego Radia w Warszawie w 2002 roku.
- Realizacja, mix – Leszek Kamiński
- Mastering – Leszek Kamiński, Ewa Guziołek-Tubelewicz
- Patronat radiowy – Radiowe Centrum Kultury Ludowej
- Projekt graficzny i DTP okładki – Karol Czajkowski
- Produkcja muzyczna – Swoją Drogą
- Redakcja – Gina Komasa, Jan Popis, Waldemar Miksa
- Wydawca – Polskie Radio